# Christina Hammer
Christina Hammer (ur. 16 sierpnia 1990 w Nowodolinka w Kazachska SRR) – niemiecka bokserka, modelka oraz właścicielka kasyna on-line.
W wieku 20 lat Christina została najmłodszą w historii mistrzynią świata w boksie kobiet organizacji WBO (World Boxing Organization) oraz federacji WBF (World Boxing Federation). Pięciokrotnie razy udało jej się obronić tytuł.
Jako modelka jest ambasadorką marki konfekcji damskiej "Anita", oraz aktywną członkinią ruchu movement130 zrzeszającego kobiety o wszystkich kształtach. 

## Biografia
Urodziła się w dzisiejszym Kazachstanie (wtedy Kazachska SRR), a wychowywała się w Niemczech w Dortmundzie. W wieku 15 lat rozpoczęła karierę jako bokserka. Jej trenerem był Robert Staar. Jako szesnastolatka została niemieckim championem juniorów.
12 września 2009 r. Hammer zadebiutowała w profesjonalnej walce przeciwko Niemce Melisie Koktar. 23 października 2010 roku pokonała mistrzynię świata WBO Teresę Perozzi z Bermudów w niemieckim mieście Riesa. Po zdobyciu tytułu WBO, Hammer wygrała tytuł WBF 18 lutego 2011 roku po pokonaniu Węgierki Diany Kiss w Lublanie. 27 maja Hammer obroniła oba tytuły WBO i WBF w walce przeciwko szwedzkiej pięściarce Marii Lindberg, którą pokonała w dziesiątej rundzie.  
26 czerwca 2014 roku decyzją sędziego ringowego wygrała walkę z francuską bokserką Anne Sophie Mathis po tym, jak Mathis został zdyskwalifikowana za rzekomo nieprzepisowy cios. Niektórzy eksperci byli zdania, że zwycięstwo powinno przypaść Francuzce.  